# Leucobryum cameruniae
Leucobryum cameruniae är en bladmossart som beskrevs av C. Müller, Ferdinand François Gabriel Renauld och Jules Cardot 1900. Leucobryum cameruniae ingår i släktet Leucobryum och familjen Dicranaceae. Inga underarter finns listade i Catalogue of Life.